# Caroline De Roose
Caroline De Roose (Gand, 31 maggio 1971) è un'ex cestista belga.

## Carriera
Con il Belgio ha disputato i Campionati europei del 2003.